# Brian Levine
Brian Levine, né le 20 août 1958 au Cap, est un ancien joueur de tennis sud-africain.
Il fait partie des meilleurs joueurs de tennis sud-africain avec un meilleur classement à l'Atp de 44.

## Palmarès

### Titres en double messieurs (2)
| No | Date       | Nom et lieu du tournoi          | Catégorie  | Dotation  | Surface    | Partenaire        | Finalistes                    | Score    |  |
| -- | ---------- | ------------------------------- | ---------- | --------- | ---------- | ----------------- | ----------------------------- | -------- |  |
| 1  | 09-01-1984 | Benson and Hedges Open Auckland | Grand Prix | 75 000$ $ | Dur (ext.) | John Van Nostrand | Brad Drewett Chip Hooper      | 7-5, 6-2 |  |
| 2  | 10-09-1984 | Tel Aviv Open Tel Aviv          |            | 75 000$ $ | Dur (ext.) | Peter Doohan      | Colin Dowdeswell Jakob Hlasek | 6-3, 6-4 |  |

### Finales en double messieurs (2)
| No | Date       | Nom et lieu du tournoi           | Catégorie | Dotation   | Surface         | Vainqueurs                     | Partenaire    | Score         |  |
| -- | ---------- | -------------------------------- | --------- | ---------- | --------------- | ------------------------------ | ------------- | ------------- |  |
| 1  | 17-12-1984 | South Australian Open Adélaïde   |           | 75 000$ $  | Gazon (ext.)    | Broderick Dyke Wally Masur     | Peter Doohan  | 4-6, 7-5, 6-1 |  |
| 2  | 10-03-1986 | Tournoi de tennis de Milan Milan |           | 300 000$ $ | Moquette (int.) | Colin Dowdeswell Christo Steyn | Laurie Warder | 6-3, 4-6, 6-1 |  |